# 野口悠紀雄
野口 悠紀雄（のぐち ゆきお、1940年〈昭和15年〉12月20日 - ）は、日本の経済学者、経済評論家。元大蔵官僚。
研究分野は、日本経済論・ファイナンス理論。学位は、Ph.D.（イェール大学・1972年）。一橋大学名誉教授。
埼玉大学助教授、一橋大学教授、東京大学教授、青山学院大学教授、スタンフォード大学客員教授、早稲田大学教授、早稲田大学ビジネス・ファイナンス研究センター顧問などを歴任。長女は行政法学者の野口貴公美（一橋大学副学長）。

## 経歴
1940年12月、東京府生まれ。1959年、東京都立日比谷高等学校を卒業し、東京大学理科一類に進学。1963年、東京大学工学部応用物理学科（現在の物理工学科）卒業。1963年3月、東京大学大学院数物系研究科応用物理学専攻修士課程入学。東大では半導体や強磁性体の研究を行いつつ、独学で経済学も学び始じめていた。
1964年、修士課程を中退し、大蔵省に入省。東大在学中に国家公務員上級試験を経済職で受け、2番目で合格。元々は通商産業省に内定していたが、集団面接試験の担当官だった高木文雄（当時大蔵省大臣官房秘書課長）に「お前を採用する」と言われた。理財局総務課に配属される。入省同期には野田毅、田波耕治、秋山昌廣、涌井洋治などがいる。
1969年6月、カリフォルニア大学ロサンゼルス校より経済学修士 (M.A. in Economics) 学位取得。1972年6月、イェール大学より経済学博士 (Ph.D. in Economics) 学位取得。1973年、大蔵省主計局調査課長補佐（総括・調査）。
1974年、大蔵省より出向し、埼玉大学教養学部助教授。1978年、一橋大学経済学部助教授。1981年、同学部教授。1987年11月に『週刊東洋経済・近代経済学シリーズ』で「バブルで膨らんだ地価」という論文を掲載しており、「私の知る限り、この時期の地価高騰を「バブル」という言葉で規定したのは、これが最初だ」と述べている。
1996年、東京大学先端科学技術研究センター教授。1999年、東京大学先端経済工学研究センター長。東京大学先端経済工学研究センター長を最後に大蔵省を退官。
2000年、青山学院大学大学院国際マネジメント研究科教授。
2004年、スタンフォード大学客員教授、一橋大学名誉教授。
2005年4月、早稲田大学に移り、早稲田大学大学院ファイナンス研究科教授。2011年4月、早稲田大学ファイナンス総合研究所顧問。2017年9月、早稲田大学ビジネス・ファイナンス研究センター顧問。

## 人物
- 本人がアメリカ留学中に娘が北海道で生まれたため、電報でその旨を知らされたという。
- 趣味は天体観測。直径2mの開閉式ドーム天文台を自宅屋上に作り、口径20cmの反射望遠鏡[14] を設置している[15]。
- 極端なテレビ嫌い[16]。
- 独学主義者[17]。

## 「超」整理法
- 「超」整理手帳（ちょうせいりてちょう）を1996年に考案した。当時、手帳としては異色のA4横四つ折というサイズで、8週間が一覧できるジャバラ式のスケジュールシート4つで構成される。
- 「超」整理法シリーズはベストセラーになっており、毎年発売され、基本的な形は当初のままである。これは従来の整理法（京大式カードなど）は、個人では実行困難（個人で図書館のように整然と分類する必要はない）として、考案したシステムである。使ったファイルは手前に置くという「押出しファイリング」（Least Recently Used）とパソコンの全文検索機能を利用した方法を提案している。

## 主張

### 1940年体制
1990年代以降に続いた長期不況に関して、その原因が戦時中に構築されたシステム（「1940年体制」）の非効率さにあると主張した。1940年体制とは、日本的な企業、経営、労使関係、官民関係、金融制度など日本経済の特徴とされる様々な要素が、1940年頃に戦時体制の一環として導入されたとする概念である。
野口は、
1. 高度経済成長は、戦時体制によって実現された。戦時体制は、敗戦後も生き残り、高度経済成長を実現する上で、本質的な役割を果たした。
2. 日本経済の特徴とされる要素は、戦時経済の要請によって導入されたものであり、日本の歴史の中では比較的新しいものである。

としており、「戦時体制からの脱却（構造改革）」を主張している。
著書の『1940年体制』は、いわゆる「構造改革論」のバイブルと目されている。野口らの提議した構造改革論に対しては、岩田規久男や野口旭らから痛烈な批判が寄せられたが、2004年以降の景気回復局面においては、議論は一時期雲散霧消してしまった感が否めない。なお、「1940年体制」に対して、堺屋太一は「昭和十六年体制」と呼称した理論を展開している。

### TPP
TPPについて「TPPがGDPを増加させる効果は、ほとんどない」、「日本の輸出に与える影響はきわめて小さい」、「関税以外の点での日本開国も、TPPによらなくともできる。」といった主張をした。

### デフレーション
通貨が減価し、東アジア諸国の価格競争力が高まりつつあった2009年当時のデフレーションにおいて、次の様に主張した。「東アジア諸国と日本企業が競争しようとしても、勝ち目はない。対応しようとすれば、生産拠点の海外転を促進するしかない。日本国内で見た輸入品の価格は安くなる。これを利用した経済活動に転換することが重要である。」、「『よいデフレ』とか『悪いデフレ』と言われることがあるがそうした区別は存在しない。立場によって評価が異なるだけである」、「必要なのは、『デフレからの脱却』ではなく、『所得低下からの脱却』である。、工業製品の価格低下は、実質所得をさらに引き上げる望ましい現象として、歓迎されることになるだろう」と述べている。

### 食料自給率
比較優位の観点から「日本の食糧自給率が低くても何の問題もなく、むしろ豊かな食生活をおくっている証拠である」という趣旨のことを主張している。

### ウィキペディアへの批判
野口はウィキペディアについて“ブリタニカにも匹敵する”と激賞しつつ、自身の項目に事実に反したことが書いてあったことに不快感を示し“誤りに対する責任の所在も明確ではない。ウィキペディア日本語版の管理者は誰であるのか、明確にされていないからである。さまざまな問題が指摘される「2ちゃんねる」でさえ、管理責任者が誰であるかは明確にされている。それと比べると、ウィキペディア日本語版の信頼性は「2ちゃんねる」以下と言わざるをえないのである”と批判している。

### 仮想通貨
野口はビットコインについて「通貨史上の大きな革命であるばかりでなく、まったく新しい形の社会を形成する可能性を示した」と評価している。また、同氏は著書『仮想通貨革命』において「ビットコインは始まりにすぎない」と主張し、Googleが出資を行い各国の銀行が実証実験に参加しているリップルとビットコインの仕組みを貨幣以外の対象に拡張しようとする試みのイーサリアムは大きな可能性を秘めると述べている。更に、現在の通貨と共存しうるリップルはビットコインより使いやすく、「リップルが広く使われるようになれば、ビットコインは不要になるかもしれない」とも述べている。

### 消費税
2015年10月に予定されていた消費増税について「景気に関係なく上げるべきである。消費税が経済に悪影響を与えるのは当たり前であるが、増税しないと財政に対する信頼が失われ、金利が高騰する。その方が日本経済にとってはるかにダメージが大きい」と指摘した。

## 受賞
- 1967年 - 政府主催明治100年記念論文 最優秀総理大臣賞（大蔵省在職中）
- 1969年 - カリフォルニア大学ロサンゼルス校優秀学生同窓会賞
- 1974年 - 第17回日経・経済図書文化賞（『情報の経済理論』）
- 1979年 - 毎日新聞社エコノミスト賞
- 1980年 - サントリー学芸賞（政治・経済部門、『財政危機の構造』などに対して）[30]
- 1989年
  - 東京海上各務財団賞
  - 日本不動産学会賞
- 1992年 - 中央公論吉野作造賞
- 1996年 - ソフト化経済センター・ソフト化賞
- 2017年 - 大川出版賞

## テレビ出演
- 日経スペシャル カンブリア宮殿 「仕事の達人たちの手帳術 手帳でビジネスに勝て！」（2006年12月4日、テレビ東京）[31]

## 著書
野口の著書のほとんどに、経済専門著書のほか、エッセイにあたる『超』整理日誌シリーズでも巻末に索引が明記されている。
「超」整理法シリーズ
- 「超」整理法 - 情報検索と発想の新システム（1993年）
- 続「超」整理法・時間編 - タイム・マネジメントの新技法（1995年）
- 「超」整理法 3 - とりあえず捨てる技術（1999年）（以上、中公新書）

（中公文庫版では「超」整理法 1 - 押し出しファイリング、2 - 捨てる技術、3 - タイム・マネジメント、4 - コミュニケーションの4冊）
- 超「超」整理法（2008年、講談社）

「超」勉強法シリーズ
- 「超」勉強法（1995年、講談社）
- 「超」勉強法　実践編（1997年、講談社）
- 「超」英語独学法 （2021年、NHK出版）

「超」整理日誌シリーズ
- 「超」整理日誌（1995年、ダイヤモンド社）
  - 漫画版「風の谷のナウシカ」を考察した文章を収録[32]。
- 無人島に持ってゆく本〜「超」整理日誌2（1997年、ダイヤモンド社）
- 時間旅行の愉しみ〜「超」整理日誌3（1998年、ダイヤモンド社）
- 「鏡の国」の経済学者〜「超」整理日誌4（1999年、ダイヤモンド社）
- IT時代の社会のスピード -「超」整理日誌5（2000年、ダイヤモンド社）
- 「超」整理日誌6 正確に間違う人、漠然と正しい人（2001年、ダイヤモンド社）
- 日本にも夢はあるはず -「超」整理日誌7（2002年、ダイヤモンド社）
- デフレとラブストーリーの経済法則 -「超」整理日誌8（2003年、ダイヤモンド社）
- 地動説を疑う 「超」整理日誌9（2004年、ダイヤモンド社）
- 「超」アメリカ整理日誌（2005年、ダイヤモンド社）

「超」シリーズ
- 「超」自分史ガイド（1998年、ダイヤモンド社）
- 「超」旅行法（1999年、新潮社）
- 「超」発想法（2000年、講談社）
- 「超」文章法（2002年、中公新書）
- 「超」納税法（2003年、新潮社）
- 「超」税金学（2003年、新潮社）
- 「超」英語法（2004年、講談社）
- 「超」リタイア術（2004年、新潮社）
- 「超」時間管理法2006（2005年、アスコム）
- 「超」手帳法（2006年、講談社）
- 「超」説得法（2013年、講談社）

### コンピューター関連
- パソコン「超」仕事法
- ホームページにオフィスを作る
- インターネット「超」活用法
- インターネット「超」活用法2001
- クラウド「超」仕事法 - スマートフォンを制する者が、未来を制する
- 図解スマートフォン「超」活用法
- 「超」メモ革命 個人用クラウドで、仕事と生活を一変させる（2021年、中央公論新社）

### 経済関連
- 『土地の経済学』（日本経済新聞社、1989年）
- 『バブルの経済学―日本経済に何が起こったのか』（日本経済新聞社、1992年）
- 『日本経済　改革の構図』（東洋経済新報社、1993年）
- 『税制改革のビジョン―消費税増税路線を見直す』（日本経済新聞社、1994年）
- 『1940年体制―さらば戦時経済』（東洋経済新報社、1995年、その後2002年に新版、2010年に増補版）
- 『日本経済再生の戦略―21世紀への海図』（中央公論新新社、中公新書、1999年）
- 『金融工学―ポートフォリオ選択と派生資産の経済分析』（藤井眞理子との共著、ダイヤモンド社、2000年）
- 『金融工学、こんなに面白い』（文藝春秋、文春新書、2000年）
- 『日本経済　企業からの革命―大組織から小組織へ』（日本経済新聞社、2002年）
- 「超」納税法（2003年 新潮社 ISBN 4104329029 2004年 新潮文庫 ISBN 410125625X）
- 『「超」税金学』（新潮社、2003年 ISBN 4104329037）
- 『ビジネスに活かすファイナンス理論入門―ここまでは知っておきたい基本』（ダイヤモンド社、2004年）
- 『公共政策の新たな展開―転換期の財政運営を考える』（東京大学出版会、2005年）
- 『ゴールドラッシュの「超」ビジネスモデル』（新潮社、2005年）
- 『日本経済改造論―いかにして未来を切り開くか』（東洋経済新報社、2005年）
- 『知っているようで知らない消費税―「超」税金学講座』（新潮社、新潮文庫、2006年）
- 『日本経済は本当に復活したのか』（ダイヤモンド社、2006年）
- 『資本開国論―新たなグローバル化時代の経済戦略』（ダイヤモンド社、2007年）
- 『野口悠紀雄の「超」経済脳で考える』（東洋経済新報社、2007年）
- 『モノづくり幻想が日本をダメにする』（ダイヤモンド社、2007年）
- 『戦後日本経済史』（新潮社、2008年）
- 『ジェネラルパーパス・テクノロジー 日本の停滞を打破する究極手段』（遠藤諭との共著、アスキー・メディアワークス、2008年）
- 『円安バブル崩壊―金融緩和政策の大失敗』（ダイヤモンド社、2008年）
- 『世界経済危機　日本の罪と罰』（ダイヤモンド社、2008年）
- 『金融危機の本質は何か―ファイナンス理論からのアプローチ』（東洋経済新報社、2009年）
- 『未曾有の経済危機　克服の処方箋』（ダイヤモンド社、2009年）
- 『経済危機のルーツ―モノづくりはグーグルとウォール街に負けたのか』（東洋経済新報社、2010年）
- 『世界経済が回復する中、なぜ日本だけが取り残されるのか』（ダイヤモンド社、2010年）
- 『日本を破滅から救うための経済学』（ダイヤモンド社、2010年）
- 『大震災後の日本経済―100年に1度のターニングポイント』（東洋経済新報社、2011年）
- 『大震災からの出発―ビジネスモデルの大転換は可能か』（東洋経済新報社、2011年）
- 『消費増税では財政再建できない』（ダイヤモンド社、2012年）
- 『金融政策の死 ―金利で見る世界と日本の経済』（日本経済新聞出版社、2014年）
- 『1500万人の働き手が消える2040年問題』（ダイヤモンド社、2015年）
- 『戦後経済史―私たちはどこで間違えたのか』（東洋経済新報社、2015年）
- 『知の進化論』（朝日新聞出版、2016年）
- 『ブロックチェーン革命』（日本経済新聞出版社、2017年）
- 『日本経済入門』（講談社、2017年）
- 『世界史を創ったビジネスモデル』（新潮社、2017年）
- 『仮想通貨革命で働き方が変わる』（ダイヤモンド社、2017年）
- 『異次元緩和の終焉』（日本経済新聞出版社、2017年）
- 『世界経済入門』（講談社、2018年）
- 『仮想通貨はどうなるか バブルが終わり、新しい進化が始まる』（ダイヤモンド社、2018年）
- 『入門AIと金融の未来』（PHP研究所、2018年）
- 『AI入門講座 人工知能の可能性・限界・脅威を知る』（東京堂出版、2018年）
- 『平成はなぜ失敗したのか 「失われた30年」の分析』（幻冬舎、2019年）
- 『戦後経済史 私たちはどこで間違えたのか』（日本経済新聞出版社、2019年）
- 『マネーの魔術史 支配者はなぜ「金融緩和」に魅せられるのか』（新潮社、2019年）
- 『データ資本主義 21世紀ゴールドラッシュの勝者は誰か』（日本経済新聞出版社、2019年）
- 『野口悠紀雄の経済データ分析講座 企業の利益が増えても、なぜ賃金は上がらないのか？』（ダイヤモンド社、2019年）
- 『だから古典は面白い』（幻冬舎、2020年）
- 『中国が世界を攪乱する AI・コロナ・デジタル人民元』（東洋経済新報社、2020年）
- 『ブロックチェーン革命 分散自律型社会の出現 新版』（日経BP社、2020年）
- 『経験なき経済危機 日本はこの試練を成長への転機になしうるか？』（ダイヤモンド社、2020年）
- 『書くことについて』（KADOKAWA、2020年）
- 『リープフロッグ 逆転勝ちの経済学』（文藝春秋、2020年）
- 『アメリカはなぜ日本より豊かなのか?』（幻冬舎新書、2024年）

## 関連人物
- 榊原英資 - 大蔵省に在籍時、米国留学時に数々の助言をしたとされる。上記の「1940年体制」に関係する論文を共著で発表した。